# Mesolecanium phoradendri
Mesolecanium phoradendri är en insektsart som först beskrevs av Cockerell 1894.  Mesolecanium phoradendri ingår i släktet Mesolecanium och familjen skålsköldlöss. Inga underarter finns listade i Catalogue of Life.